# Лісні Тувани
Лісні́ Тува́ни (рос. Лесные Туваны, чув. Вăрманкасси) — присілок у складі Шумерлинського району Чувашії, Росія. Входить до складу Туванського сільського поселення.
Населення — 407 осіб (2010; 516 у 2002).
Національний склад:
- чуваші — 99 %